# 612
612 (DCXII na numeração romana) foi um ano bissexto do século VII, do Calendário Juliano, da Era de Cristo, teve início num sábado e término a um domingo, com as letras dominicais B e A.
| ano completo                      |
| --------------------------------- |
| Ano bissexto com início ao sábado |

## Mortes
- Gundemaro, rei dos Visigodos